# Stefan Medina
John Stefan Medina Ramírez (Envigado, 14 de junio de 1992) es un futbolista colombiano. Se desempeña como defensa central o lateral derecho y actualmente juega en el C. F. Monterrey de la Primera División de México.

## Trayectoria

### Atlético Nacional
En el Torneo Apertura 2013-I salió campeón con el Atlético Nacional, convirtiéndose en la figura y mejor jugador del equipo en todo el semestre. También ha participado en la Selección Antioquia Infantil, Pre juvenil y Juvenil. Su debut profesional se dio durante la Copa Colombia 2010, ha sido pretendido por clubes como el Pescara, el Livorno, entre otros. Se ha consolidado en el plantel del Atlético Nacional.

### CF Monterrey
El 30 de mayo de 2014 el Club de Fútbol Monterrey de México, confirmó la firma de Stefan Medina por la cuota de 4.200.000 dólares.

En su primera temporada no paró de recibir elogios con su defensa y su compañero Dorlan Pabón por lo que se aseguró su llamado a su selección.

### CF Pachuca
Después de un 2015 muy irregular, el 28 de noviembre se confirma su préstamo por 1 año sin opción de compra al Club de Fútbol Pachuca. Esta operación también incluyó al defensor mexicano Miguel Herrera Equihua que, de igual forma, fue cedido por 1 año sin opción a compra al Monterrey. Su primer gol en México lo marcaría el 5 de marzo de 2016 en el empate a dos goles frente a Dorados de Sinaloa. En mayo Medina consiguió el título del Torneo Clausura con el Pachuca jugando la final contra Monterrey ganando la final por un global de 2 a 1.
El 26 de abril de 2017 se coronaría campeón de la Liga de Campeones de la Concacaf 2016-17, ganando el global 2 a 1 sobre Tigres UANL. Medina estaría en el banco de suplentes y entraría a falta de cinco minutos para el final.

### CF Monterrey
En junio de 2017 el Club de Fútbol Monterrey confirmó la vuelta de Medina al club tras su cesión. El 2 de noviembre marca su primer gol desde su regreso en la goleada 4 por 1 sobre Santos Laguna por la Copa de México.

El 25 de agosto de 2018 vuelve a marcar gol en el empate a dos goles frente a Monarcas Morelia. El 1 de mayo consiguió su primer título con el Club de Fútbol Monterrey ante Tigres en la Liga de Campeones de la CONCACAF, por un global de 2  - 1. 
Seis meses, después de un buen torneo con el Monterrey logra ganar la Final del Apertura 2019 4-2 en penales al América, consiguiendo el un título que no se había ganado en 10 años, además de obtener el 3° Lugar de la Copa Mundial de Clubes de la FIFA 2019 frente al Al-Hilal Saudi Football Club en penales ganando 4-3, donde acertó un penal.
Su primer gol de la temporada 2020-21 lo marca el 4 de octubre dándole la victoria al minuto 88 como visitantes 2 por 1 sobre Querétaro FC.

## Selección nacional

### Selecciones juveniles
Fue llamado a la selección de Colombia sub-17 para disputar el Mundial Sub-17 de 2009 en Nigeria donde llegaron a semifinales, en el torneo marcó un gol. 

### Selección absoluta
El 27 de mayo de 2013 es convocado a la selección de Colombia para jugar los partidos por las eliminatorias Sudamericanas de Brasil 2014, el 10 de septiembre de 2013 realizaría su debut como titular en la derrota 2-0 ante Uruguay por la fecha 16, tras una suspensión de Pablo Armero por acumulación de tarjetas amarillas. No sería convocado para el equipo de nuevo hasta principios de 2015 en los amistosos contra Baréin y Kuwait, donde jugó en la victoria 6-0 de Colombia contra Baréin.
El 14 de mayo de 2018 fue seleccionado por el entrenador José Pekerman en la lista preliminar de 35 jugadores para disputar la Copa Mundial de Fútbol de 2018. Pero finalmente fue descartado de la lista definitiva de 23 jugadores para el Mundial. 
El 30 de mayo quedó seleccionado en la lista final de 23 jugadores que disputarían la Copa América 2019 en Brasil. El 9 de octubre de 2020 debutaría en las eliminatorias a Catar 2022 como titular en el triunfo 3-0 sobre Venezuela.

### Participaciones en Copas del Mundo Juveniles
| Torneo                      | Sede    | Resultado    | Partidos | Goles |
| --------------------------- | ------- | ------------ | -------- | ----- |
| Copa Mundial Sub-17 de 2009 | Nigeria | Cuarto lugar | 2        | 0     |

### Participaciones enEliminatorias al Mundial
| Eliminatoria                  | Sede del Mundial | Posición  | Resultado   | Partidos | Goles |
| ----------------------------- | ---------------- | --------- | ----------- | -------- | ----- |
| Eliminatorias Mundial de 2014 | Brasil           | 2.º lugar | Clasificado | 2        | 0     |
| Eliminatorias Mundial de 2018 | Rusia            | 4.º lugar | Clasificado | 3        | 0     |
| Eliminatorias Mundial de 2022 | Catar            | 6.º lugar | Eliminado   | 8        | 0     |

### Participaciones enCopas América
| Torneo                  | Sede           | Resultado        | Partidos | Goles |
| ----------------------- | -------------- | ---------------- | -------- | ----- |
| Copa América Centenario | Estados Unidos | Tercer lugar     | 2        | 0     |
| Copa América 2019       | Brasil         | Cuartos de final | 3        | 0     |
| Copa América 2021       | Brasil         | Tercer lugar     | 2        | 0     |

## Estadísticas
| Club                         | Div           | Temporada     | Liga  | Liga  | Copas nacionales | Copas nacionales | Torneos internacionales | Torneos internacionales | Total | Total |
| Club                         | Div           | Temporada     | Part. | Goles | Part.            | Goles            | Part.                   | Goles                   | Part. | Goles |
| ---------------------------- | ------------- | ------------- | ----- | ----- | ---------------- | ---------------- | ----------------------- | ----------------------- | ----- | ----- |
| Atlético Nacional · Colombia | 1.ª           | 2010          | 1     | 0     | -                | -                | -                       | -                       | 1     | 0     |
| Atlético Nacional · Colombia | 1.ª           | 2011          | 28    | 0     | 7                | 0                | -                       | -                       | 34    | 0     |
| Atlético Nacional · Colombia | 1.ª           | 2012          | 19    | 1     | 16               | 0                | 0                       | 0                       | 40    | 1     |
| Atlético Nacional · Colombia | 1.ª           | 2013          | 33    | 2     | 14               | 0                | 8                       | 0                       | 46    | 1     |
| Atlético Nacional · Colombia | 1.ª           | 2014          | 7     | 0     | 2                | 1                | 6                       | 0                       | 15    | 0     |
| Atlético Nacional · Colombia | Total club    | Total club    | 88    | 2     | 39               | 1                | 14                      | 0                       | 141   | 3     |
| C. F. Monterrey · México     | 1.ª           | 2014-15       | 35    | 0     | 10               | 0                | -                       | -                       | 45    | 0     |
| C. F. Monterrey · México     | 1.ª           | A-2015        | 11    | 0     | 4                | 0                | -                       | -                       | 15    | 0     |
| C. F. Pachuca · México       | 1.ª           | C-2016        | 22    | 1     | 2                | 0                | 0                       | 0                       | 24    | 1     |
| C. F. Pachuca · México       | 1.ª           | 2016-17       | 27    | 3     | -                | -                | 5                       | 0                       | 32    | 3     |
| C. F. Pachuca · México       | Total club    | Total club    | 49    | 4     | 2                | 0                | 5                       | 0                       | 56    | 4     |
| C. F. Monterrey · México     | 1.ª           | 2017-18       | 39    | 0     | 8                | 1                | 0                       | 0                       | 47    | 1     |
| C. F. Monterrey · México     | 1.ª           | 2018-19       | 32    | 2     | 3                | 0                | 4                       | 0                       | 39    | 2     |
| C. F. Monterrey · México     | 1.ª           | 2019-20       | 32    | 1     | 4                | 0                | 3                       | 0                       | 39    | 1     |
| C. F. Monterrey · México     | 1.ª           | 2020-21       | 24    | 1     | -                | -                | 5                       | 0                       | 29    | 1     |
| C. F. Monterrey · México     | 1.ª           | 2021-22       | 33    | 1     | -                | -                | 1                       | 0                       | 34    | 0     |
| C. F. Monterrey · México     | 1.ª           | 2022-23       | 37    | 3     | -                | -                | 5                       | 0                       | 42    | 3     |
| C. F. Monterrey · México     | 1.ª           | 2023-24       | 26    | 1     | -                | -                | 7                       | 0                       | 42    | 1     |
| C. F. Monterrey · México     | 1.ª           | 2024-25       | 41    | 0     | -                | -                | 3                       | 0                       | 44    | 0     |
| C. F. Monterrey · México     | Total club    | Total club    | 310   | 9     | 29               | 1                | 28                      | 0                       | 367   | 10    |
| Total carrera                | Total carrera | Total carrera | 447   | 16    | 62               | 1                | 47                      | 0                       | 556   | 17    |

## Palmarés

### Títulos regionales
| Título                      | Equipo              | País     | Año  |
| --------------------------- | ------------------- | -------- | ---- |
| Campeonato Prejuvenil       | Selección Antioquia | Colombia | 2008 |
| Campeonato Nacional Juvenil | Selección Antioquia | Colombia | 2009 |

### Títulos nacionales
| Título                | Equipo            | País     | Año  |
| --------------------- | ----------------- | -------- | ---- |
| Torneo Apertura       | Atlético Nacional | Colombia | 2011 |
| Superliga de Colombia | Atlético Nacional | Colombia | 2012 |
| Copa Colombia         | Atlético Nacional | Colombia | 2012 |
| Torneo Apertura       | Atlético Nacional | Colombia | 2013 |
| Torneo Finalización   | Atlético Nacional | Colombia | 2013 |
| Copa Colombia         | Atlético Nacional | Colombia | 2013 |
| Torneo Apertura       | Atlético Nacional | Colombia | 2014 |
| Torneo Clausura       | C. F. Pachuca     | México   | 2016 |
| Copa MX               | C. F. Monterrey   | México   | 2017 |
| Torneo Apertura       | C. F. Monterrey   | México   | 2019 |
| Copa MX               | C. F. Monterrey   | México   | 2020 |

### Títulos internacionales
| Título            | Equipo    | Sede              | Año     |
| ----------------- | --------- | ----------------- | ------- |
| Liga de Campeones | Pachuca   | América del Norte | 2016-17 |
| Liga de Campeones | Monterrey | América del Norte | 2019    |
| Liga de Campeones | Monterrey | América del Norte | 2021    |

### Distinciones individuales
| Distinción                                     | Año  |
| ---------------------------------------------- | ---- |
| Parte del Equipo Ideal de la Copa Libertadores | 2014 |